# Lepanthes gutula-sanguinis
Lepanthes gutula-sanguinis är en orkidéart som beskrevs av Carlyle August Luer och Rodrigo Escobar. Lepanthes gutula-sanguinis ingår i släktet Lepanthes och familjen orkidéer. Inga underarter finns listade i Catalogue of Life.